# Djalma Andrade
Djalma de Assis Andrade (Congonhas do Campo, 2 de dezembro de 1892, Belo Horizonte, 5 de maio de 1975) foi um professor, jornalista, escritor e poeta mineiro.

## Biografia
Estudou Humanidades na Universidade Federal de Ouro Preto, formou-se também em Medicina na UFMG. Bacharelou-se em Direito, pela mesma Universidade, em 1915.
Foi professor no Colégio Estadual de Minas Gerais. Nomeado promotor de Justiça  em Ouro Preto, não tomou posse para dedicar-se ao jornalismo e as letras.
Atuou  em quase todos os jornais e revistas em Belo Horizonte. No Estado de Minas assinava  a coluna "A História Alegre de Belo Horizonte".
A coluna ia exatamente na contramão da vertente de afastamento do jornalismo impresso da literatura. Djalma Andrade após apresentar as manchetes dos principais acontecimentos do dia, fazia poesia com os fatos apresentados. Para tanto, o jornalista-escritor ora se valia de um tom crítico, ora se valia de um tom cômico. Sua coluna se apresentou como a maior representação do jornalismo literário deste recorte – a proposta de "A história alegre de Belo Horizonte" se apresenta como o que seria a mais intensa relação de proximidade entre os discursos jornalístico e literário.
Foi membro da Academia  Mineira de Letras (cadeira nº 09) e membro honorário da Academia de Letras de Lisboa.

## Obras
- Versos Escolhidos (1935)
- Poemas de Ontem e de Hoje (1937)
- Sátiras
- Cartuchos de Festim
- Poemas Escolhidos
- Versos Escolhidos e Epigramas” (1945)